# 忍野 しのびの里
- 忍野 しのびの里
- 忍野しのびの里

忍野 しのびの里（おしの しのびのさと、英語表記：Oshino Ninja Village、中国語表記：忍野 忍者主題村）は、山梨県南都留郡忍野村にある、忍者や戦国時代を主題としたテーマパーク。

## 概要
- ワーサル（芸能事務所）と業務提携を行なっており、靁凮刄（ワーサル所属団体）がらいふう屋敷にて忍者ショーを上演している。その他には、からくり屋敷や「キッズ忍者修行体験」など忍者に関する施設が多く、日本庭園や忍野の名水を利用した蕎麦・豆腐を使った食事処もある、近辺には世界遺産に登録されている忍野八海や富士山が所在する。
- 開園日である2015年10月10日は忍者アニメ・漫画『NARUTO -ナルト-』の主人公であるうずまきナルトの誕生日である。

## 経歴
2015年10月10日に山梨県南都留郡忍野村にて開園。
2017年9月16日にマックスむらいの動画にて取材を受けた。